# Chavenon
Chavenon ist eine französische Gemeinde mit 139 Einwohnern (Stand 1. Januar 2022) im Département Allier in der Region Auvergne-Rhône-Alpes (vor 2016 Auvergne). Sie gehört zum Arrondissement Montluçon und zum Kanton Commentry.

## Lage
Die Gemeinde Chavenon liegt an der oberen Aumance, 28 Kilometer ostnordöstlich von Montluçon. Nachbargemeinden von Chavenon sind Buxières-les-Mines im Norden, Saint-Sornin im Osten, Chappes im Süden sowie Murat im Südwesten und Westen.

## Bevölkerungsentwicklung
| Jahr                       | 1962 | 1968 | 1975 | 1982 | 1990 | 1999 | 2006 | 2016 | 2022 |
| Einwohner                  | 302  | 304  | 235  | 179  | 155  | 159  | 143  | 135  | 139  |
| Quellen: Cassini und INSEE |      |      |      |      |      |      |      |      |      |

## Sehenswürdigkeiten
- Kirche Saint-Martin aus dem 11./12. Jahrhundert, seit 1933 Monument historique
- Schloss Montgeorges aus dem 16. Jahrhundert
- Schloss Saint-Hubert aus dem 19. Jahrhundert, heute russisch-orthodoxes Kloster
- Herrenhaus von Sceauve
- Herrenhaus von La Jaunerie
- Mühle von Veaux

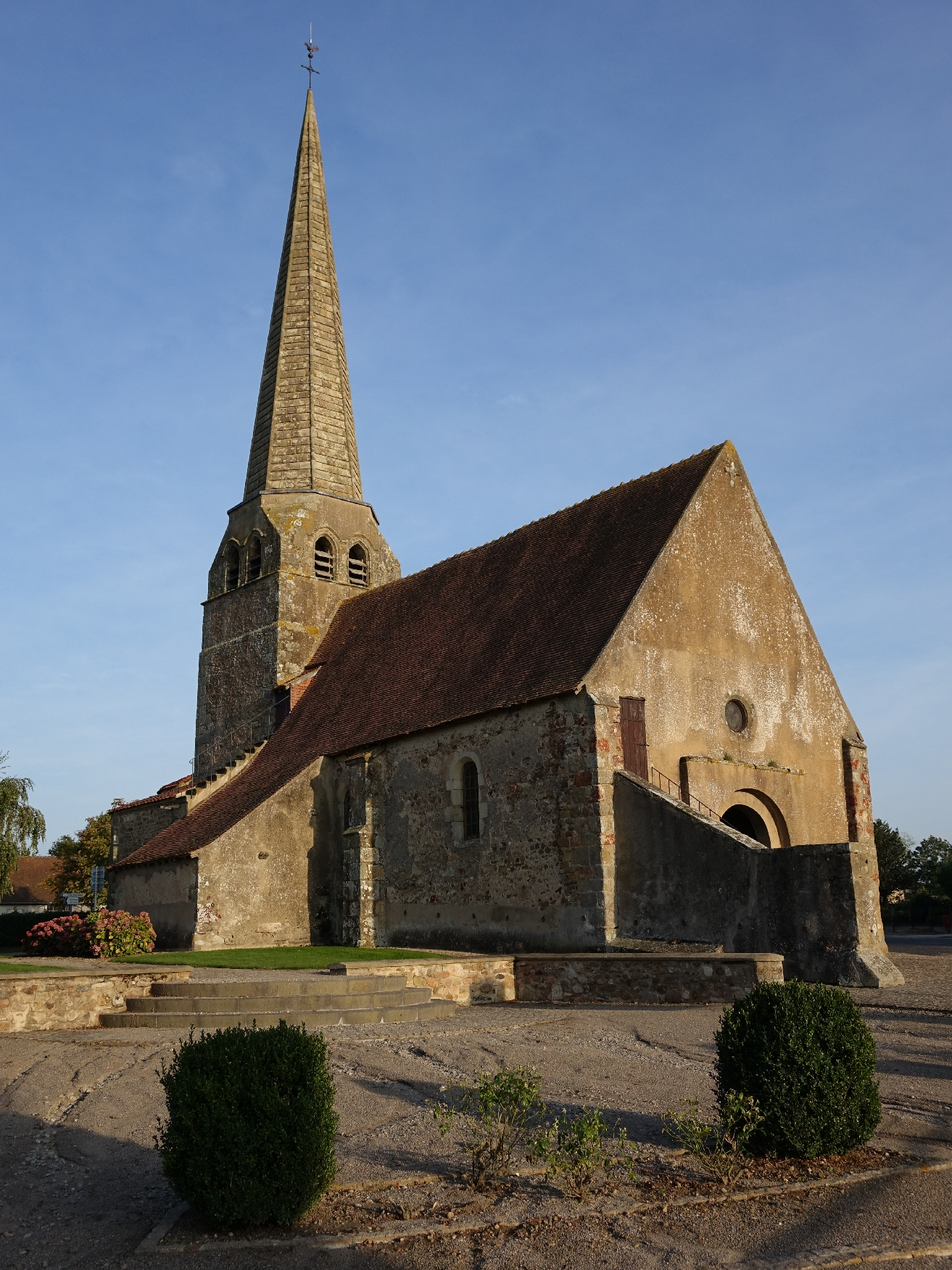
Kirche Saint-Martin
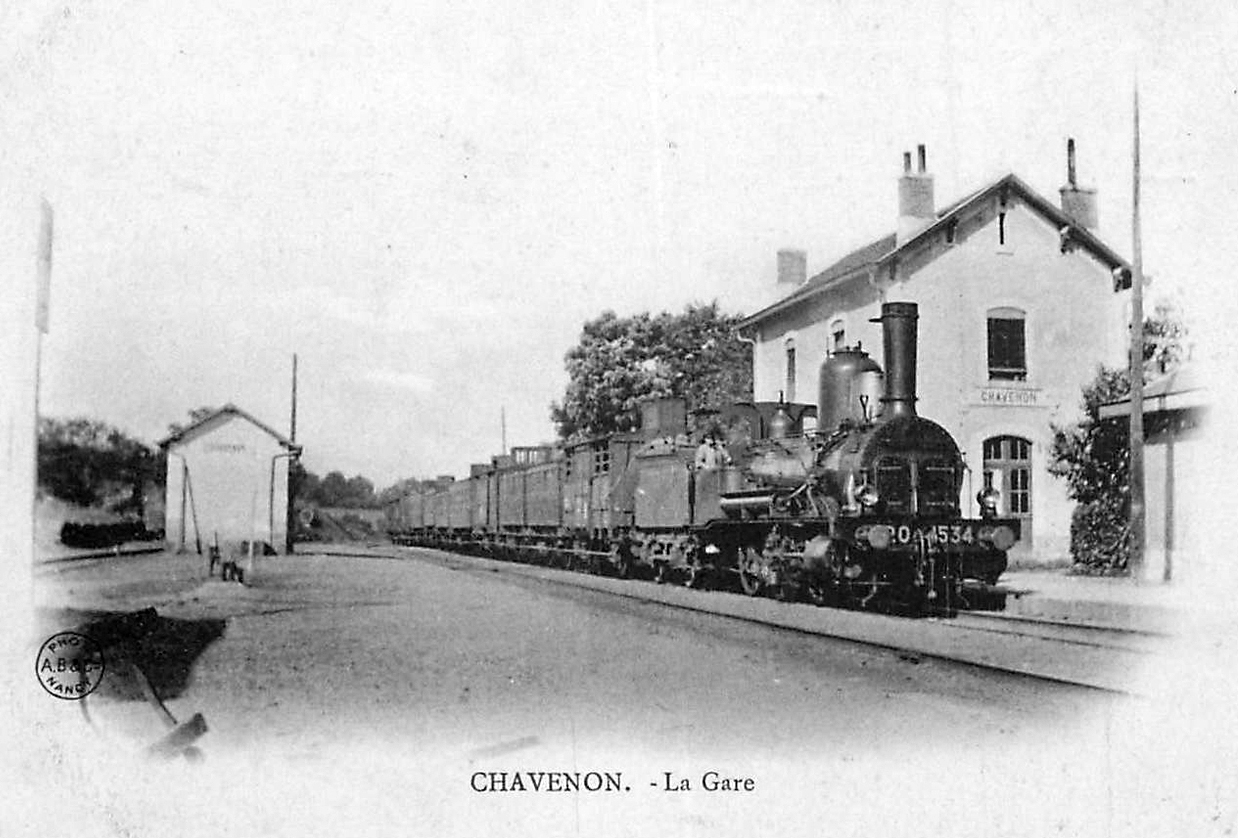
Bahnhof um 1900